# Erika Bergmann
Erika Bergmann (Berlin-Neukölln 3 januari 1915 - Guben, 1996) was een vrouwelijke bewaker (Aufseherin) in diverse concentratiekampen tijdens de Tweede Wereldoorlog.
Bergmann begon in 1943 in Ravensbrück aan haar opleiding tot vrouwelijke bewaker. Eind 1944 werd ze voor het eerst ingezet in een subkamp van Flossenbürg, genaamd Neu Rohlau. Al snel werd ze overgeplaatst naar een ander subkamp van Flossenbürg, genaamd Oederan. In dit kamp deed ze dienst tot het einde van de oorlog.
In 1955 werd ze tijdens haar proces, dat plaatsvond in Neubrandenburg, schuldig bevonden aan zes moorden en veroordeeld tot levenslange gevangenisstraf. Na de val van de Berlijnse Muur in 1989 zat ze, samen met een andere voormalige vrouwelijke bewaker, Ulla Jürß, nog altijd gevangen in de gevangenis van Hoheneck. Beide vrouwen werden in 1991 vrijgelaten.